# Juan Carlos de Sancho
Juan Carlos de Sancho Ravelo (Las Palmas de Gran Canaria, 16 de agosto de 1956) es un escritor, dibujante y guionista español.

## Trayectoria
En el ámbito editorial, fue cofundador de la Revista de literatura y artes Puentepalo, que inició su andadura en 1980, y codirector de la Editorial Puentepalo, entre 2001 y 2004. Ha sido el antólogo de diversas publicaciones de poesía canaria en Italia, Argentina y México y compilador de la antología Poetas canarios en Buenos Aires (2009, editorial La Máquina del Tiempo, Buenos Aires). Colabora como columnista tanto en medios escritos y digitales como en revistas culturales y literarias. 
En abril de 2019, impartió una conferencia en la Universidad de Boston en Estados Unidos bajo el epígrafe Galdós responde desde el Siglo XIX y XX a preguntas del Siglo XXI, que posteriormente se fraguó en un libro del mismo título, editado en 2020, lo que le ha situado como un autor especialista en la obra del escritor grancanario Benito Pérez Galdós. Ha sido varias veces invitado por la Casa-Museo Pérez Galdós, ubicada en Las Palmas de Gran Canaria, dentro del ciclo Escritores que leen a Galdós, en las que ha celebrado conferencias sobre la figura y obra de dicho autor.
En el ámbito del dibujo, ha realizado diversos trabajos de ilustración tanto para libros propios como de autoría compartida, como en el libro Poema para transfigurar la mirada de los niños, editado en 2017, donde ilustró con dibujos los poemas del escritor, natural de México, Álex Campos.
Como guionista, ha sido el autor de guiones de los documentales Extremadura, Valencia, La Rioja y las Naves del Descubrimiento (1989/1992) publicados por la Sociedad Estatal V Centenario así como del Pabellón de España Expo Universal de Sevilla de 1992.

## Reconocimientos
En 1986, le concedieron el primer Premio Nacional de Vídeo de Empresa. En 2020, a través de la iniciativa La noche del rinoceronte. Noche de cuentos, se le realizó un homenaje de reconocimiento de su obra narrativa a través de la interpretación de un total de 26 de sus cuentos y relatos, con la participación de 14 actrices y 12 actores que representaron a personajes de los mismos.

## Obra
- 2004 – Manuel Vázquez Montalbán en Memoria, con Serafín Palazón Meseguer. Editorial El Rinoceronte de Durero, ISBN 978-84-609-2450-0.
- 2005 – El Confital, Ningún Pájaro Vuela donde el aire no existe, Editorial Anroat, ISBN 978-84-15148-45-6.
- 2007 – El tren del Infinito/Comboio do Infinito (español, portugués, con ilustraciones del propio autor) Anroat Ediciones, ISBN 978-84-96887-49-7.
- 2007 – La Isla Inventada (ensayo). National University of Ireland, Maynooth, ISSN: 1393-9718
- 2008 – Las unidades fugaces, Anroat Ediciones, ISBN 978-84-96887-91-6.
- 2009 – Poetas canarios en Buenos Aires. Ed. La Máquina del Tiempo. Buenos Aires. ISBN: 978-987-24870-1-0
- 2010 – La fiesta del desierto, Anroat Ediciones, ISBN 978-84-15148-19-7.
- 2011 – Las islas de los Secretos/ as Ilhas dos Segredos (Ed. Anroart, Canarias), ISBN 978-84-15148-48-7.
- 2011 – Poetas de Islas Canarias, Editorial La Otra. México DF. ISBN: 978-607-8167-02-9
- 2014 – El Paraíso Terrenal, Colección Editorial, Cuadernos Amerhispanos, México. ISBN: 978-607-8167-02-9
- 2013 – La casa del Caracol, el pensamiento archipielágico, Mercurio Editorial, ISBN 9788415148920.[14]
- 2015 – El Diccionario del Mono Leído, Mercurio Editorial, ISBN 978-84-944069-2-8.
- 2016 – Isla Sombrero: cuentos y descuentos, Mercurio Editorial, ISBN 978-84-946161-4-3.
- 2017 – Poema para transfigurar la mirada de los niños, con Álex Campos. Mercurio Editorial, ISBN 978-84-947560-5-4.
- 2019 – Elogio de lo invisible, Mercurio Editorial, ISBN 978-84-949371-1-8.[15]
- 2020 – Galdós responde desde el Siglo XIX y XX a preguntas del Siglo XXI, Mercurio Editorial, ISBN 978-84-17890-60-5.